# Jozefina út
A Jozefina út (horvátul: Jozefinska cesta) egy régi főút Horvátországban, mely összekötötte Károlyvárost a tengerparti Zengg kikötőjével, egyúttal Közép-Horvátországot a Horvát tengermellékkel. 

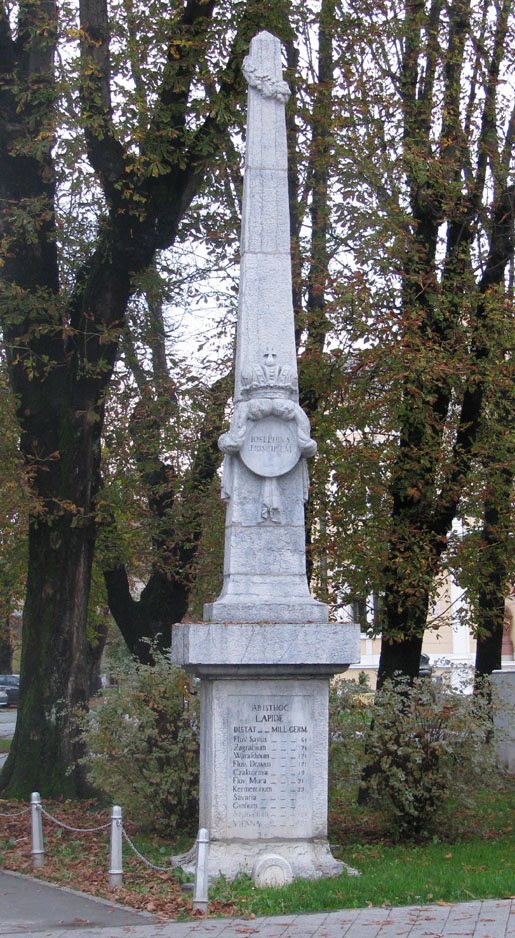
A Károlyvárosi obeliszk az út kezdőpontjánál

## Története

### Előzményei
A Jozefina út leendő nyomvonalát lényegében már az ókorban is használták kereskedelmi útként. Az út nyomvonala a középkorban állandósult a Zágráb – Károlyváros – Modruš Potok – Kapela – Zengg vonalon, amely akkor még nem rendelkezett egy megfelelően kiépített út jellemzőivel, sőt lehetséges, hogy időnként és évszaktól függően néha változtatták is az útvonalat. A török inváziók következtében a gazdasági élet hanyatlásával az említett irányú forgalom csökkent és a meglévő utakat elhanyagolták.
A gazdasági fellendülés és a kereskedelem lassú növekedése csak a 17. század végén és a 18. század elején következett be. A kereskedelem egyik legfőbb akadálya a kiépített utak hiánya volt. A Zengg – Karlovac útvonalon az árukat lóháton szállították, mert az útvonal a kocsiforgalom számára járhatatlan volt, és maga az út is az időjárási körülményektől függően 5-7 napig tartott. A jól karbantartott utak hiánya állandó akadályt jelentett a katonai kommunikációban is, ezért a határőrvidéki katonai parancsnokság lett a jövőbeli forgalmi utak építésének fő kezdeményezője.

### Az első lépések az út kiépítésére
A 18. század közepén a károlyvárosi határőrparancsnokság már vizsgálta annak lehetőségét, hogy új utat építsenek Károlyvárosból, a Mrežnica-folyó völgye mentén a Kapeláig és tovább Zenggig. Patazzi tábornok meghívására 1759 őszén tanácskozást rendeztek egy új út építéséről Károlyvárosban. Meghatározták a leendő út nyomvonalát, és úgy döntöttek, hogy a szükséges munkaerő és kocsik biztosítása érdekében összehívják a községi elöljárókat minden olyan helyről, ahol az út áthalad. Az építkezés a károlyvárosi oldalon kezdődött, és a következő évben már 10 kilométer hosszúságban megépült az út első szakasza Károlyvárostól Sveti Petar Mrežničkiig (ma Duga Resa városrésze). A további építkezés azonban a pénzügyi nehézségek miatt megakadt.

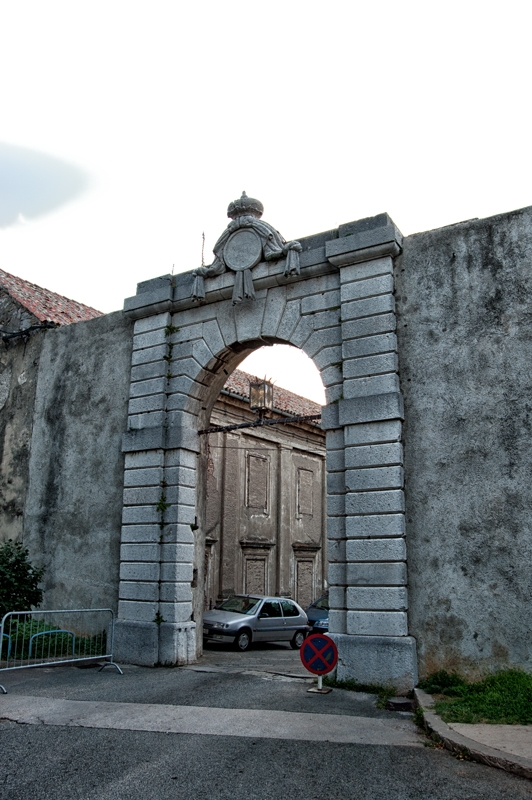
A zenggi Nagykapu

### Struppi Jozefina útja (1775-1779)
A korabeli legenda szerint II. József a Szent Római Birodalom császára és Horvátország királya személyesen is meggyőződött a Zengg és a horvát hátország közötti rossz közlekedési viszonyokról, amikor a Kapela-hegységen való átkelés közben a mai Josipdol mellett leesett a lováról. Akár emiatt, akár a tengerparttal való jobb kommunikáció katonai igényei miatt, az út építését 1775-ben, a király parancsára és költségén, Vinko Struppi mérnöktiszt vezetésével megkezdték.
Maga az út Károlyvárosból indult, és a Kapela – Brinje – Vratnik útvonalon Zengg városában ereszkedett le a tengerhez. Kezdeményezője tiszteletére az új út neve „Via Josephina”, azaz József útja lett. Az út nyomvonala úgy lett lefektetve, hogy megközelítőleg a már előtte használt út vonalát követve a településeken és más kiemelkedő pontokon haladjon át. Ezért az út sok felesleges lejtővel és nagyon sok meredek szakasszal rendelkezett, elsősorban a Nagy-Kapelán való áthaladásnál és a Vratniktól a Senjska Draga felé történő ereszkedéskor. Ezeken a szkaszokon a lejtés néhol elérte a 20-30%-ot is. Az út karbantartására az egyes határőrezredek a maguk területén összesen 220 személyt biztosítottak. Az utat 1783-ban nyitották meg a forgalom előtt, míg a rendszeres postai forgalom a Bécs – Zágráb – Károlyváros – Zengg útvonalon 1786-ban kezdődött.

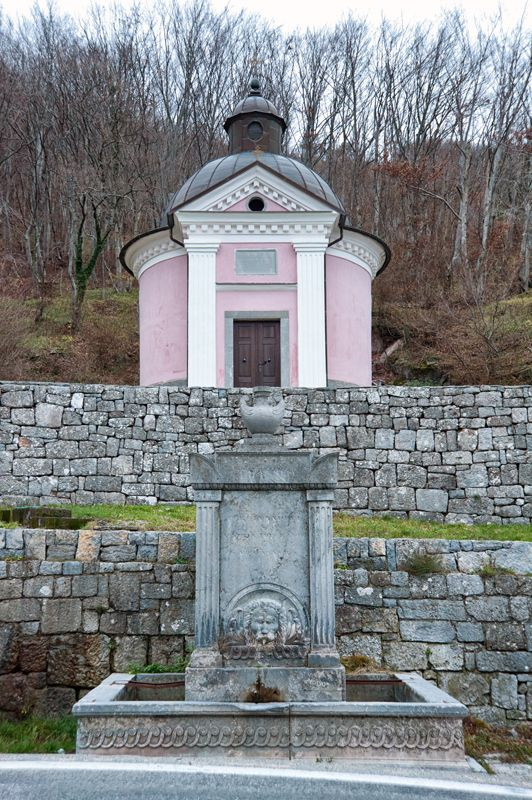
A Szent Mihály-kút és kápolna az 1833 és 1843 közötti időszakban az út korszerűsítésének munkálatai során épült. A munkálatokat Josip Kajetan Knežić őrnagy, Petrinja szülötte irányította.

### Knežić Jozefina útja (1833-1845)
A Struppi-féle út, amelyet a meglévő települések lehető legrövidebb összekapcsolása céljából építettek a szilárdságra és a hatalmas forgalomra összpontosítva, kiváló és közismert közúti remekmű volt, amely a kor irodalmában is sok dicséretet kapott. A nagy lejtőket is magába foglaló út ilyen felépítése azonban nem volt teljes egészében alkalmas a kocsiforgalomra, a hadsereg pedig az építkezés befejezése után is folyamatosan igyekezett javítani rajta. Már a 18. század végén új munkálatokba kezdtek Filip Vukasović marsallhelyettes, a Lujzijanska út leendő építője vezetésével. Már 1803-ban javaslat született egy teljesen új út megépítésére ugyanazon az útvonalon, de a napóleoni háborúk kitörése ezt megakadályozta.
1811-ben a modernebb és járhatóbb Lujzijanska út befejezésével Károlyvárostól Fiuméig drasztikusan csökkent az utas- és teherforgalom Jozefinán, ezzel együtt pedig csökkent a forgalom a zenggi kikötőben is. Ezért a bécsi udvari haditanács a zágrábi krajina főparancsnokságával egyetértésben egy új, modern út építését támogatta Károlyvárostól Zenggig. Az új út építését Josip Kajetan Knežić határőrtiszt vezetésével hajtották végre 1833 és 1845 között. A Károlyváros és Josipdol közötti útvonal nem változott, míg Josipdoltól a Nagy-Kapelán át Vratnikig és a Senjska Dragáig új nyomvonalú út készült. Maga az út ugyan valamivel hosszabb volt (115 km), de a forgalom számára jellemzőit tekintve sokkal kedvezőbb volt. A maximális lejtés sehol sem haladta meg az 5–6% -ot, ami a mai utakra is jellemző.

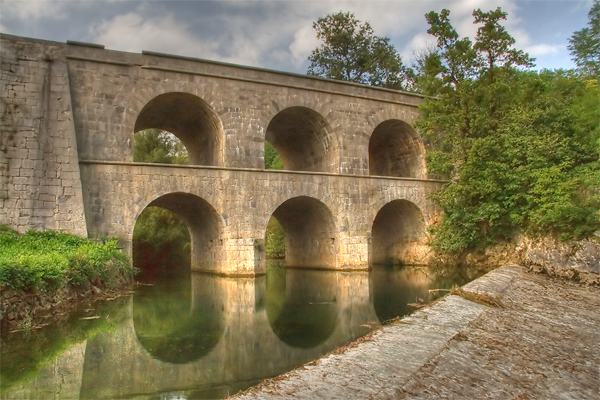
A Jozefina hídja a Tounjčica folyón. A híd alsó részét a Struppi-féle út építése során építették, a felső részét pedig a Knežić-út építése során építették rá, hogy a folyó felé történő meredek ereszkedést kiküszöböljék.

### A 20. században
Az utat, miután a második világháborúban megrongálódott újjáépítették és nyomvonalát a 20. század második felében leaszfaltozták. Ma is használják személy- és teherszállításra. Bár az építésekor készült műtárgyakból sok mindent nem őriztek meg, ma is áll a károlyvárosi obeliszk, a zenggi Nagykapu, a hidak, napórák, mérföldkövek és egyéb megőrzött emlékek ma már kulturális örökséget jelentenek.

## Fordítás
Ez a szócikk részben vagy egészben  a   Jozefina című horvát Wikipédia-szócikk ezen változatának fordításán alapul.  Az eredeti cikk szerkesztőit annak laptörténete sorolja fel. Ez a jelzés csupán a megfogalmazás eredetét és a szerzői jogokat jelzi, nem szolgál a cikkben szereplő információk forrásmegjelöléseként.